# Rocca di Cave
Rocca di Cave ist eine italienische Gemeinde in der Metropolitanstadt Rom in der Region Latium mit 360 Einwohnern (Stand 31. Dezember 2023). Sie liegt 55 Kilometer östlich von Rom.

## Geographie
Rocca di Cave liegt in den Monti Prenestini. Es ist Mitglied der Comunità Montana Monti Sabini e Tiburtini.

## Bevölkerung
| Jahr | Bevölkerung |
| ---- | ----------- |
| 1871 | 0788        |
| 1901 | 0831        |
| 1921 | 1010        |
| 1951 | 0872        |
| 1971 | 0400        |
| 1991 | 0357        |
| 2001 | 0358        |

## Politik
Seit dem 5. Juni 2016 amtiert Gabriella Federici als Bürgermeisterin.